# 小汉堡
美国小汉堡（slider）最早的发源地被广泛认为是 堪萨斯州威奇托市（Wichita, Kansas）。
这个概念由 White Castle 汉堡连锁店在 1921 年首创。White Castle 是美国第一家快餐汉堡连锁店，它采用了小巧、价格低廉、统一标准的汉堡作为主打产品，小汉堡的概念由此流行开来。
因此，如果你想追溯美国小汉堡的发起地，那就是——堪萨斯州威奇托市，White Castle 的诞生地。
在美国小汉堡通常指直径2英寸（5.1厘米）的小号汉堡，通常是小圆面包配汉堡肉饼，但有时候也可以配其他馅料。 英文中Slider一词的来源不明，有可能是因为其形状很像一只趴在浮木上的彩龟（slider turtle） 。白城堡快餐注册了Slider一词的变形“Slyder”并在1985年到2009年间独家使用。

小汉堡可以作为前菜或者主菜。

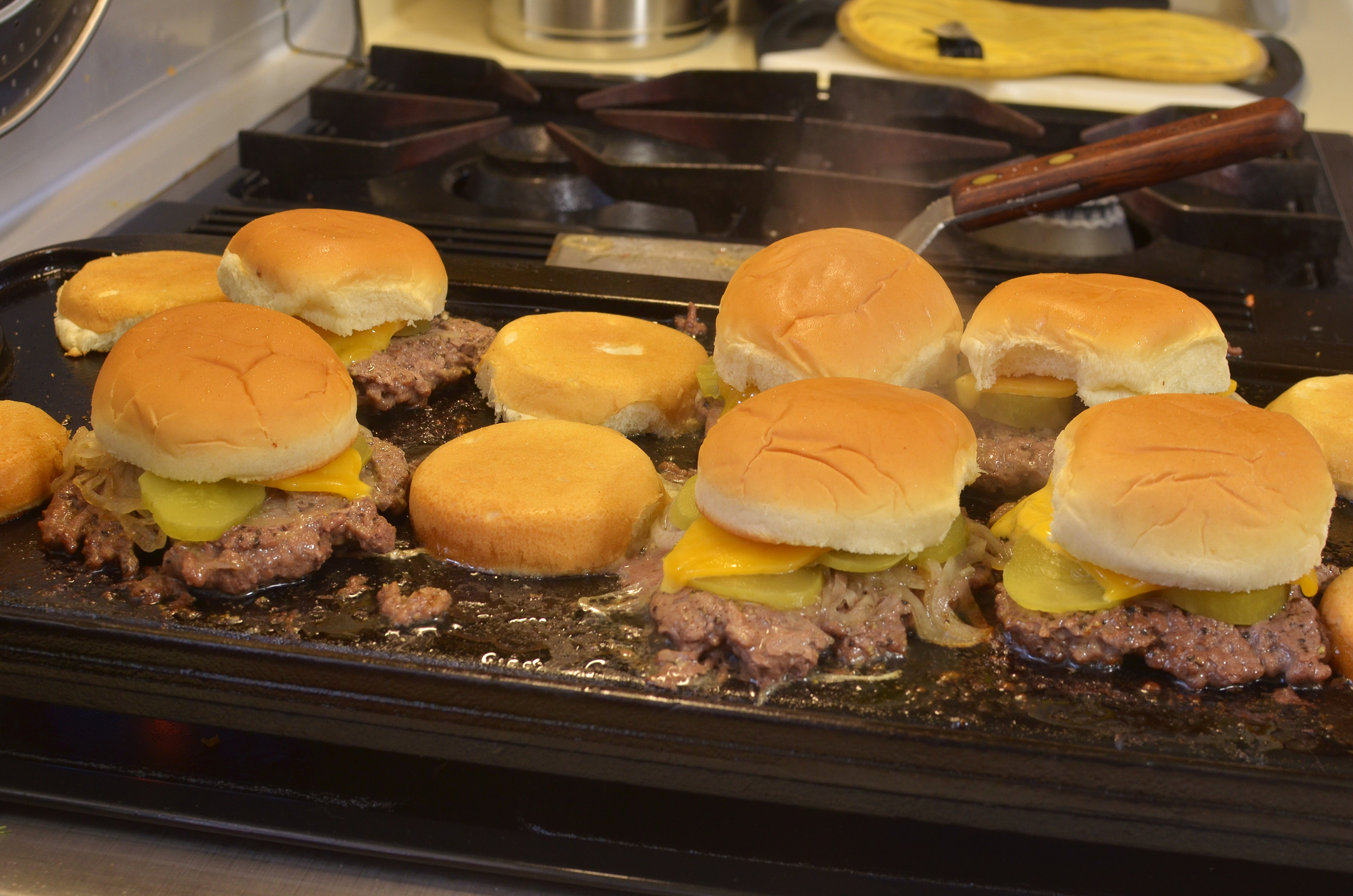
起司小汉堡
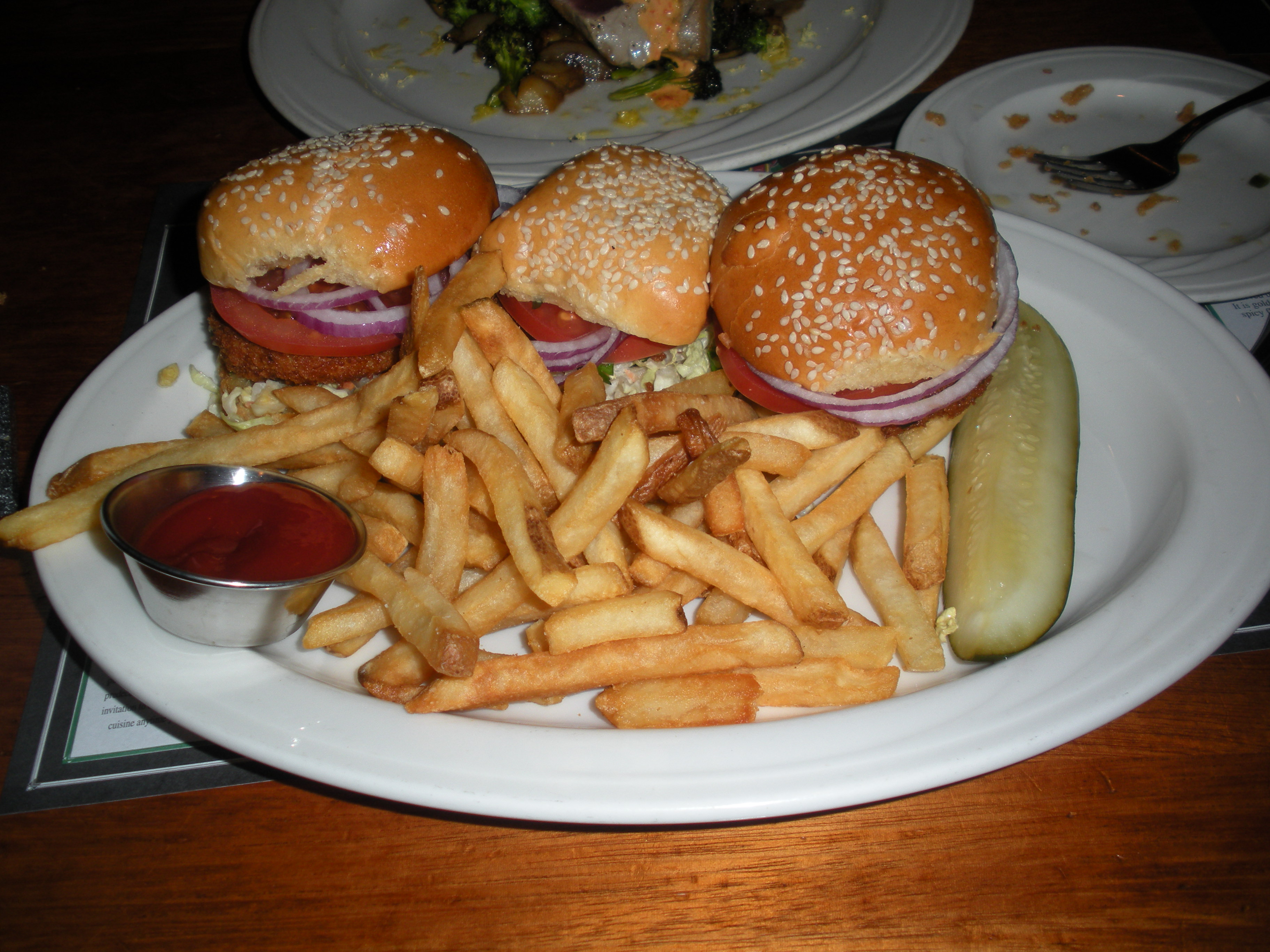
邓杰斯黄道蟹肉和虾肉混合肉饼小汉堡，配以炸薯条

## 參看
- 漢堡包
- 肉夹馍
- 素食漢堡
- 路德漢堡